# Кварил
Quaryl® («кварил») — торгова марка композитного матеріалу, винайденого німецькою компанією Villeroy & Boch в 1993 році.
Складається з 60 % ультрадисперсних мінеральних гранул (кварцового піску) і 35 % акрилової смоли, каталізаторів і з добавок, на які припадає 5 %.
Виробляється в процесі лиття під низьким тиском у спеціальних формах. Процес виробництва запатентовано.

## Характеристики
Недостатня твердість акрилових ванн, яку доводиться компенсувати трудомістким і дорогим армуванням, підштовхнула до пошуків твердіших і міцніших матеріалів. У результаті на ринку з'явився кварил, який запатентувала німецька компанія Villeroy & Boch, Армування для цього матеріалу вже не потрібне — кварц збільшує міцність акрилу, Кварил успадкував усі позитивні властивості акрилу, але ванни з нього виготовляють уже за іншою технологією — методом виливання. Він практично не накладає обмеження на вибір форми ванн при їхньому виробництві. Вони бувають прямокутні, кутові, овальні, круглі тощо. Кварил має настільки високу міцність, що пошкодити поверхню ванни практично неможливо: предмет, який випадково впаде у ванну не залишить сліду на цьому матеріалі. Крім того, він має низький коефіцієнт теплопровідності, тому ванни з кварилу завжди теплі на дотик і вода в них охолоджується дуже повільно. А оскільки структура цього матеріалу практично не має пор, поверхню ванни дуже легко мити. Єдиним недоліком ванн із кварилу є те, що вони важчі за акрилові.
Завдяки своїм властивостям отримує все більше розповсюдження, яке частково стримується все ще високою ціною, вищою за акрилові ванни відповідного розміру в 3-10 разів (станом на 2015 рік).
Крім того, завдяки більшій товщині кварилових ванн, звук від падіння води набагато тихіший, ніж в акрилових. Завдяки міцності матеріалу, деякі виробники пропонують ванни без кріплень.
Має дуже гладку поверхню, саме це допомагає щільному приляганню підошв ніг, тому в такій ванні ноги не ковзають.
Іншою характеристикою матеріалу є його високі теплоізолюючі властивості, в результаті чого він відчувається на дотик, як теплий камінь. Завдяки високій частці природних матеріалів, кварил повністю підлягає вторинній переробці.